# Fleithe

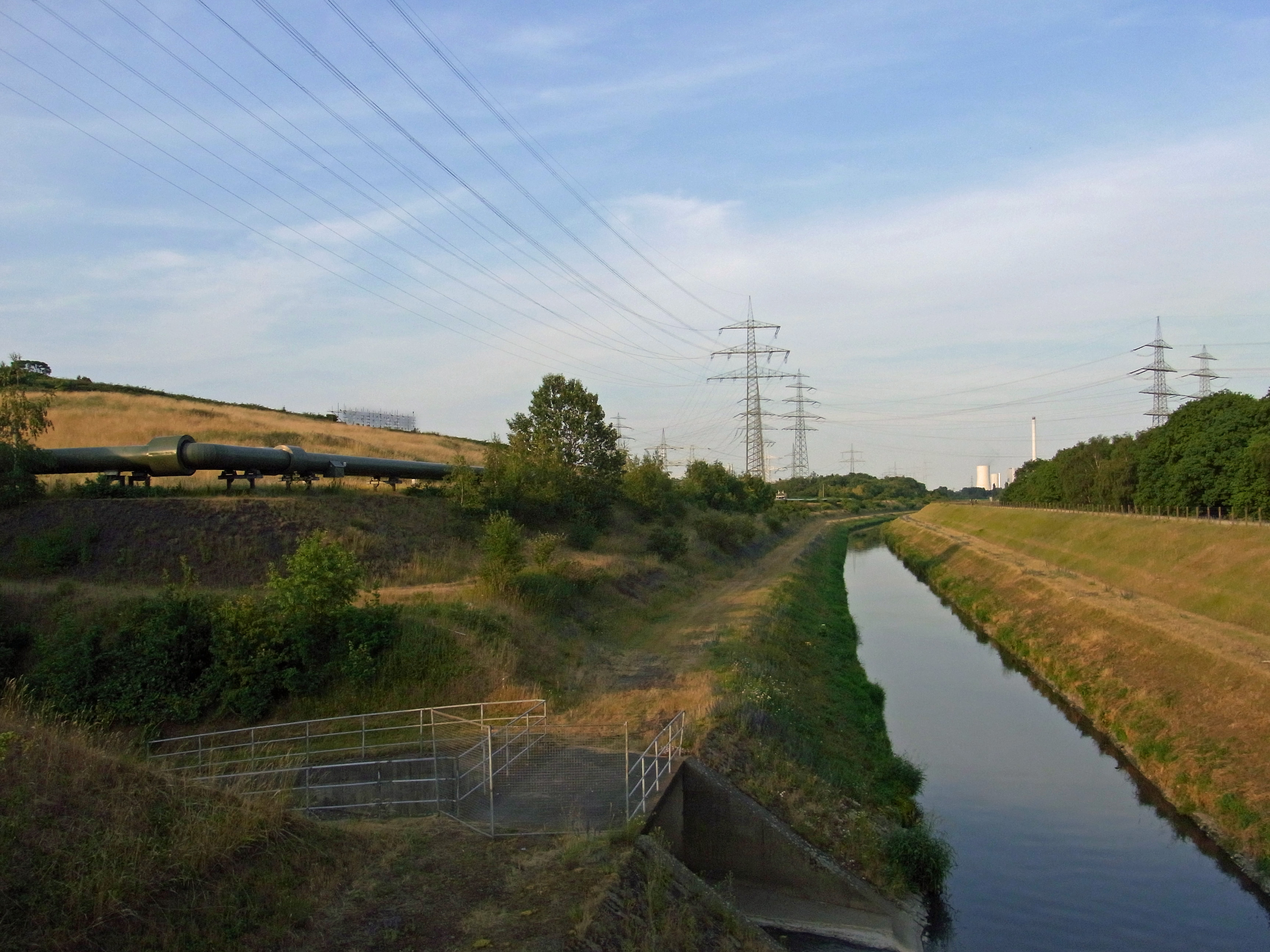
Zwischen dem Kraftwerk Herne im Bildhintergrund und dem Holzbach, Mündungsbauwerk vorne links, folgt die begradigte Emscher dem historischen Verlauf der Fleithe

Die Fleithe war ein etwa 6,6 Kilometer langer Nebenarm der Emscher. Sie zweigte südlich des heutigen Recklinghausen-Hochlarmark vom Hauptfluss ab. Direkt nach der Teilung mündete von Norden der Grullbach von rechts in die Fleithe ein. Sie floss auf rund 6 Kilometer Länge nördlich parallel zum Hauptfluss, nahm nach rund drei Kilometern das Wasser des von Norden einmündenden Resser Bachs auf, heute der Schellenbruchgraben, wandte sich nach der Einmündung des Holzbachs nach Süden und vereinigte sich dort, wo heute der Hafen Grimberg des Rhein-Herne-Kanals beginnt, wieder mit der historischen Emscher.

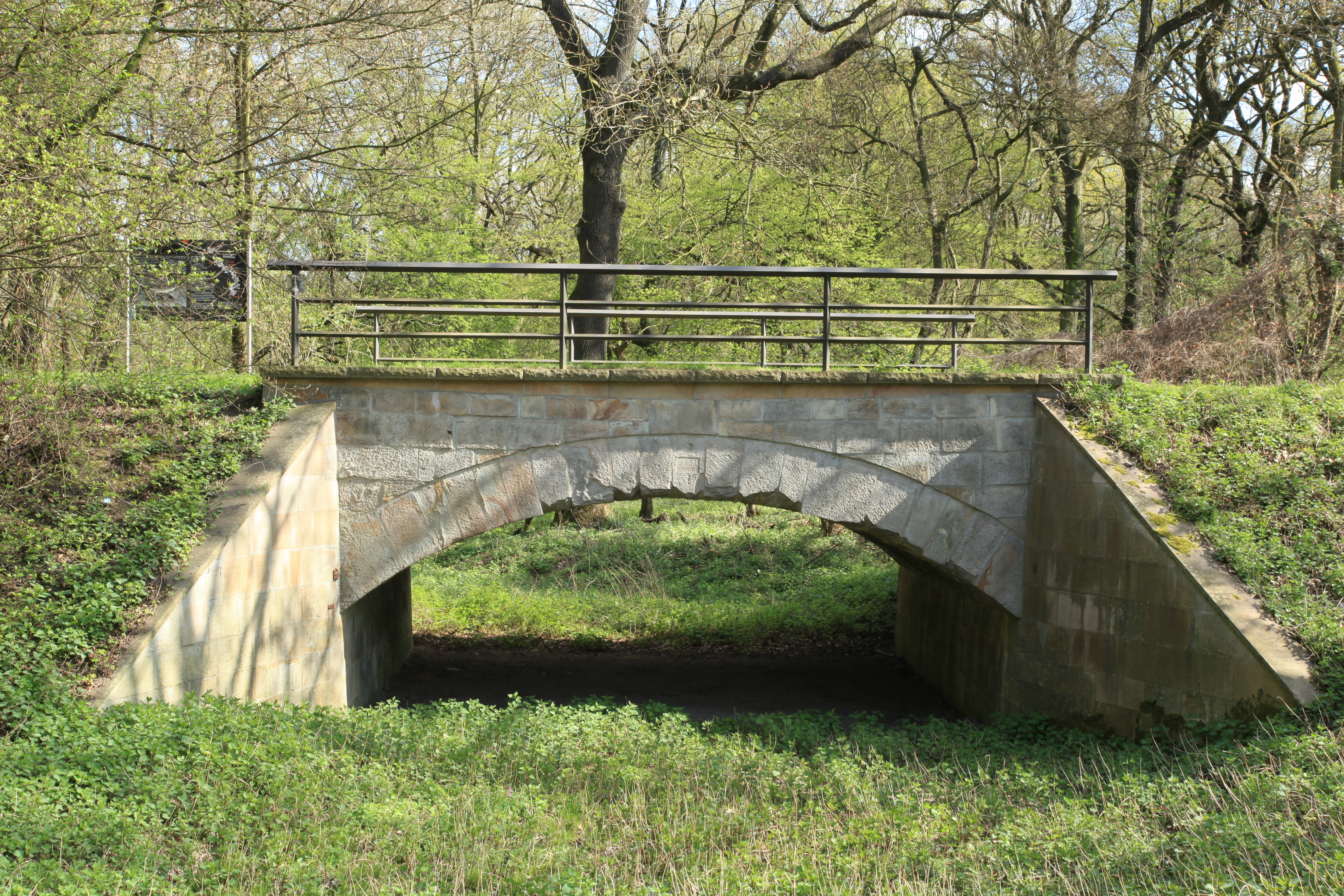
Eine steinerne Brücke überspannt seit 1853 das Bett der Fleithe

Ab einer Position nördlich des historischen Hofs Koop, inzwischen Kohlelagerplatz des Kraftwerks Herne, bis zur Einmündung des Holzbachs bei Grimberg folgt die Emscher heute begradigt dem Verlauf der Fleithe.  Im Bett des vormaligen Hauptflusses wurde der Rhein-Herne-Kanal parallel angelegt.  Der nord-südlich verlaufende Abschnitt der Fleithe ist trocken gefallen. Das Flussbett ist geomorphologisch noch erkennbar, die Vegetation zeigt erhöhte Bodenfeuchte an. Die denkmalgeschützte Fleuthebrücke des Gahlener Kohlenwegs von 1853 überspannt diesen ehemaligen Flussabschnitt. Fleithe und Emscher begrenzen das Naturschutzgebiet Resser Wäldchen.
Die Fleithe bildete die historische Grenze zwischen der Grafschaft Mark und dem Vest Recklinghausen. Die Stadtgrenzen zwischen den Herner Stadtteilen Crange und Unser Fritz im Süden, sowie Recklinghausen-Hochlarmark, Herten und dem Gelsenkirchener Stadtteil Resser Mark im Norden folgen noch weitgehend dem historischen, geschwungenen Verlauf der Fleithe.
Historisch existierten für die Fleithe im 19. Jahrhundert auch die Bezeichnungen Flänte Bach und Fleuthe. In einer Grenzbeschreibung von 1553/54 wurde sie Fleete genannt. Zur Etymologie vergleiche Niederdeutsch fleten, fleiten = fließen.